# Публий Целий Аполинар (консул 169 г.)
Публий Целий Аполинар (на латински: Publius Coelius Apollinaris) е политик и сенатор на Римската империя през 2 век.

## Биография
Фамилията му произлиза от провинция Бетика (Южна Испания). Той е син на Публий Целий Балбин (консул 137 г.) и внук на Публий Целий Аполинар (суфектконсул 111 г.).
През 169 г. той е консул заедно с колега Квинт Помпей Сенецио Сосий Приск.